# Diócesis de Caltagirone
La diócesis de Caltagirone (en latín: Dioecesis Calatayeronensis y en italiano: Diocesi di Caltagirone) es una circunscripción eclesiástica de la Iglesia católica en Italia. Se trata de una diócesis latina, sufragánea de la arquidiócesis de Catania. Desde el 30 de enero de 2010 su obispo es Calogero Peri, de la Orden de los Hermanos Menores Capuchinos.

## Territorio y organización

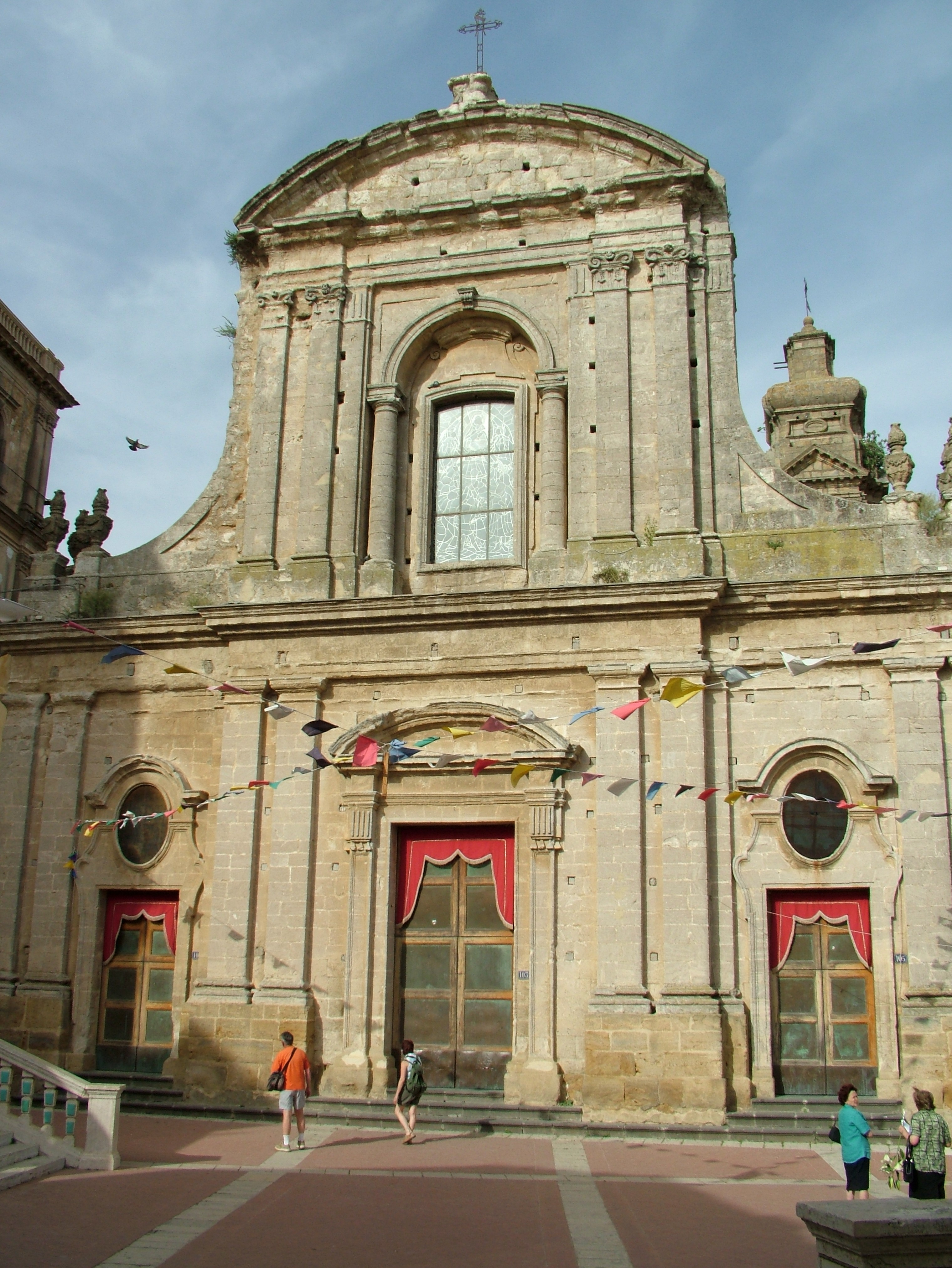
Basílica de Santa María del Monte, en Caltagirone

La diócesis tiene 1551 km² y extiende su jurisdicción sobre los fieles católicos de rito latino residentes en parte de la región de Sicilia, comprendiendo: 15 comunas de la parte septentrional de la ciudad metropolitana de Catania: Caltagirone, Castel di Iudica, Grammichele, Licodia Eubea, Mazzarrone, Militello in Val di Catania, Mineo, Mirabella Imbaccari, Palagonia, Raddusa, Ramacca, San Cono, San Michele di Ganzaria, Scordia y Vizzini.

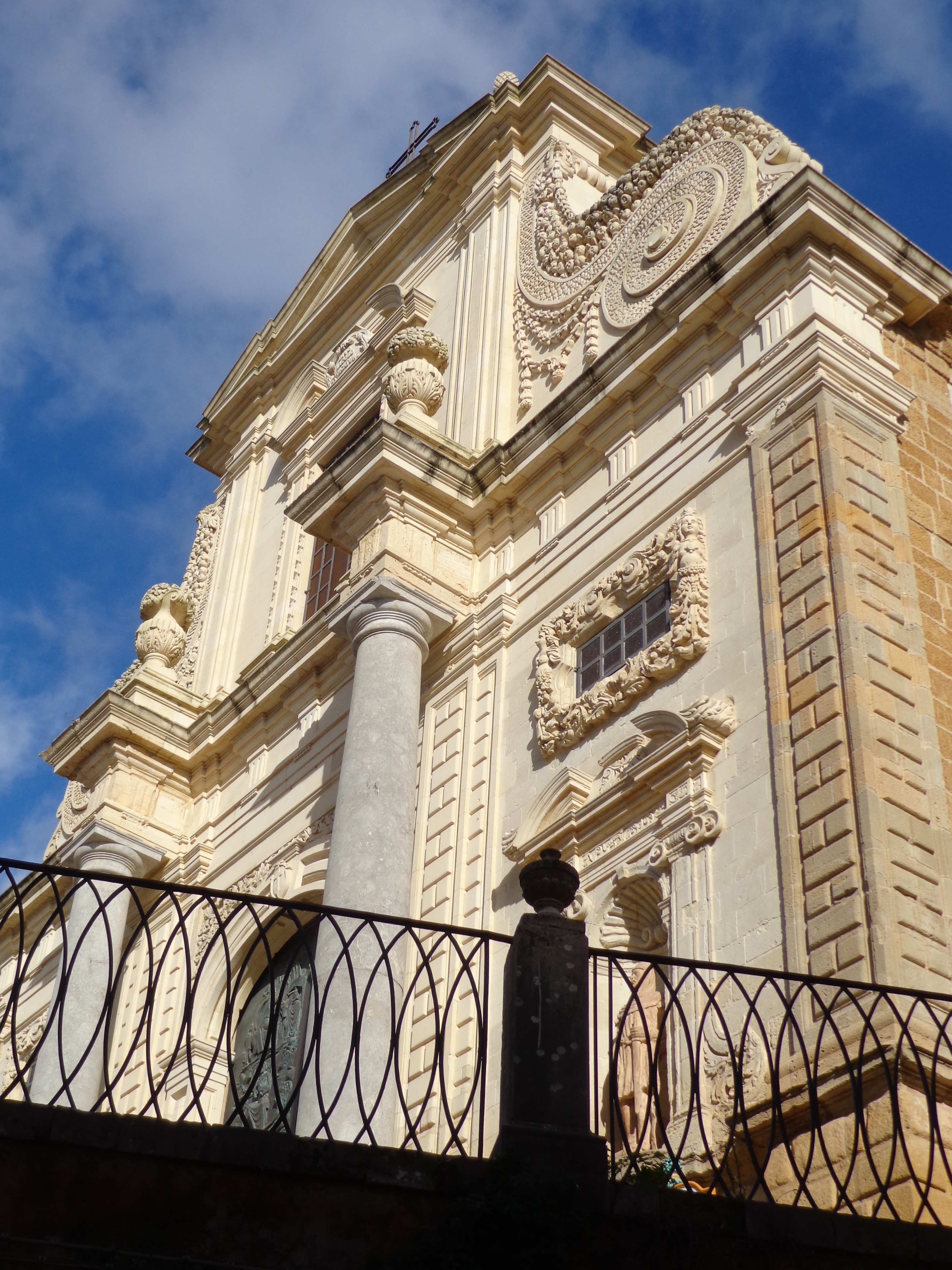
Basílica de Santiago Apóstol, en Caltagirone

La sede de la diócesis se encuentra en la ciudad de Caltagirone, en donde se halla la Catedral de San Juliano y dos basílicas menores: Santa María del Monte y Santiago Apóstol. En Caltagirone se encuentra también el santuario de la Virgen del Puente, elevado a santuario mariano diocesano en 1987. En Militello in Val di Catania se halla el santuario de Santa María de la Estrella, la primera iglesia de la diócesis elevada a la dignidad de santuario mariano diocesano en 1969.

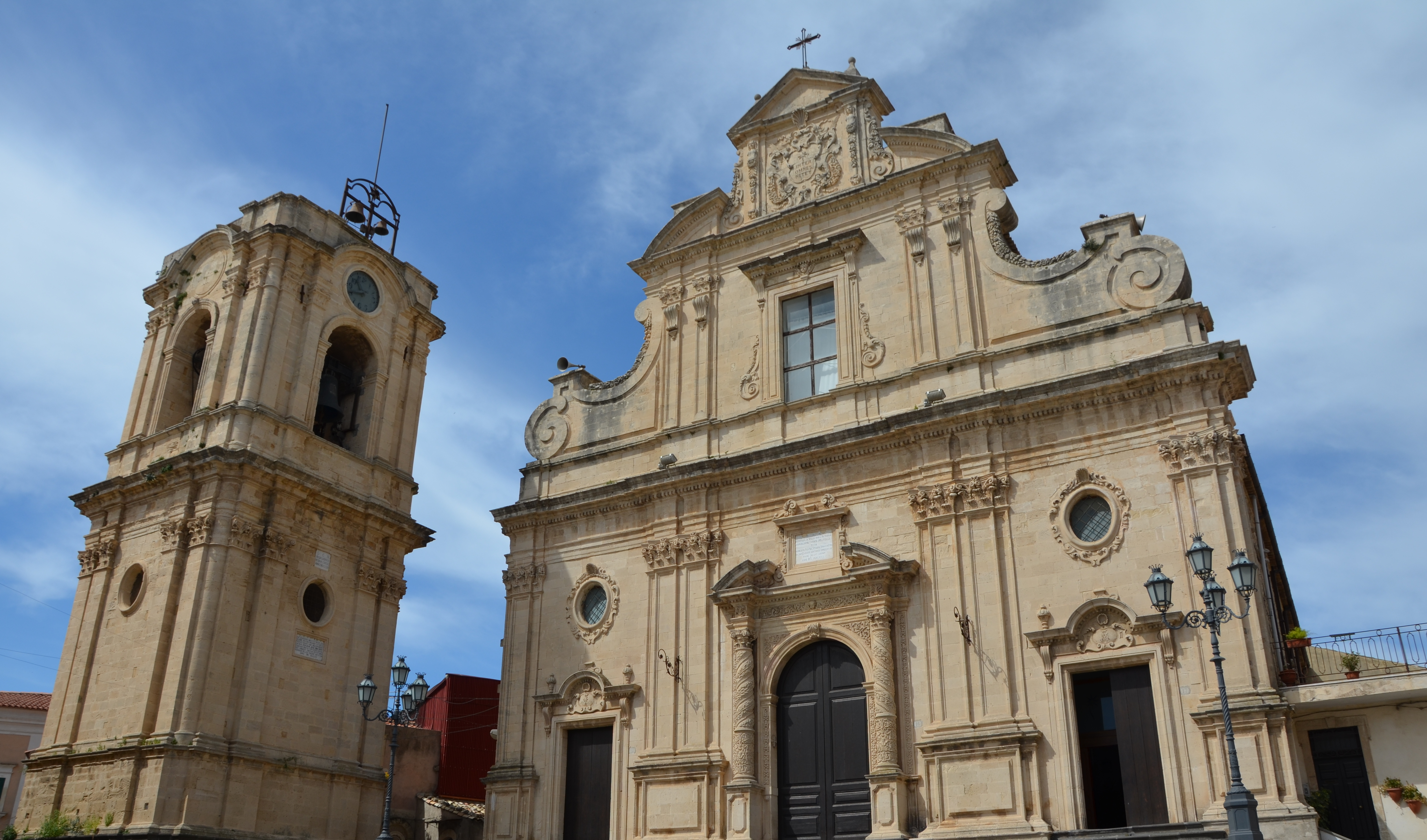
Santuario de Santa María de la Estrella, en Militello in Val di Catania

En 2022 en la diócesis existían 111 parroquias agrupadas en 5 vicariatos.

## Historia
El nacimiento de la diócesis de Caltagirone se enmarca en el plan de ampliación de las diócesis sicilianas para favorecer la atención pastoral de la población, decidido por el Parlamento siciliano y presentado al rey Fernando III el 5 de abril de 1778. El rey, favorable al proyecto, encargó a la Diputación del Reino que estudiara la viabilidad de la operación, tras un estudio investigativo con vistas a un estudio exhaustivo de las diócesis de la isla.
El proceso de fundación de nuevas diócesis fue interrumpido durante la Revolución francesa y reanudado por el Parlamento siciliano el 24 de marzo de 1802, cuando se presentó una nueva solicitud para la reorganización de las diócesis sicilianas. En esta segunda ocasión, Caltagirone también presentó una solicitud formal para tener una sede episcopal, deseo que ya había sido presentado en 1582 y a principios del siglo XVII, pero sin éxito. El proceso se vio nuevamente frenado por los acontecimientos políticos internacionales y por la "presión parroquial" de otras ciudades que reclamaban la sede episcopal. Finalmente, después del Congreso de Viena, se implementaron las primeras decisiones.
Caltagirone se convirtió así en diócesis el 12 de septiembre de 1816 mediante la bula Romanus Pontifex del papa Pío VII, tomando su territorio de la diócesis de Siracusa. Originalmente fue sufragánea de la arquidiócesis de Monreale.
Los primeros obispos se dedicaron a la organización de la nueva diócesis. Luigi Natoli hizo en dos ocasiones la visita pastoral de la diócesis, promoviendo las asociaciones laicales y las juntas de administración para la gestión de los bienes eclesiásticos; su política filoborbonica lo llevó a vivir en exilio durante algunos años. Su sucesor, Giovanni Bautista Bongiorno tuvo relaciones difíciles con su clero y con las autoridades civiles, a tal punto que la Santa Sede lo obligó a abandonar la sede y luego a dar la dimisión, nombrando como administrador apostólico a Giuseppe Benedetto Dusmet, arzobispo de Catania. El obispo Saverio Gerbino (1887-1898) celebró el primer sínodo diocesano y organizó el seminario.
Los primeros obispos organizaron la nueva diócesis y en su informe para la visita ad limina de 1859, Luigi Natoli pudo declarar que "aunque recientemente erigida", la diócesis tenía "todo lo que se podía desear en una diócesis bien ordenada". El mismo obispo realizó dos visitas pastorales a la diócesis, promoviendo asociaciones de laicos y juntas directivas para la gestión de los bienes eclesiásticos. Sus políticas proborbónicas le obligaron a vivir en el exilio durante varios años después de la unificación de Italia. En 1867 la diócesis quedó vacante debido al traslado de Natoli a la arquidiócesis de Mesina. La sede vacante se prolongó por los intentos del gobierno liberal de intervenir en el nombramiento de obispos, que estaba sujeto al exequatur y a la pretensión de arrebatar el patronato real de los monarcas anteriores, es decir, de gozar del derecho de presentación de obispos. Después de la división entre la Iglesia y el Estado con la toma de Porta Pia el 20 de septiembre de 1870, la Santa Sede se negó a ponerse de acuerdo sobre los nombramientos de obispos y entre 1871 y 1872 procedió a nominaciones unilaterales para las diócesis sicilianas, eligiendo a Antonino Morana (1872-1875) para Caltagirone. En 1875 aún no había recibido el exequatur y, por tanto, había recibido la orden de abandonar el palacio episcopal. Cualquier resistencia podría haber implicado no sólo el uso de la fuerza, sino también la expulsión forzada de la diócesis y la encomienda de la diócesis a un vicario capitular.
Su sucesor, Giovanni Battista Bongiorno tuvo relaciones difíciles con su clero y con las autoridades civiles hasta tal punto que la Santa Sede primero lo obligó a dejar su sede y luego a dimitir, nombrando administrador apostólico a Giuseppe Benedetto Dusmet, arzobispo de Catania. Saverio Gerbino (1887-1898) celebró el primer sínodo diocesano y organizó el seminario.
El 20 de mayo de 1844, mediante la bula In suprema del papa Gregorio XVI, adquirió su actual estructura territorial y pasó a formar parte de la provincia eclesiástica de la arquidiócesis de Siracusa: cedió las comunas de Butera, Mazzarino, Niscemi, Riesi y Terranova a la diócesis de Piazza Armerina, adquiriendo las comunas de Ramacca de la diócesis de Catania y de Mirabella Imbaccari de la diócesis de Piazza Armerina.
En el siglo XX destacaron por su obra los obispos Damaso Pio De Bono (1898-1925), que logró obtener definitivamente los locales para la residencia del obispo, la curia y el seminario en el antiguo convento de San Francisco de Asís; el milanés Giovanni Bargiggia (1927-1937), que convocó un segundo sínodo (1933) y un congreso catequético diocesano (1936); Pietro Capizzi (1937-1960), que realizó cinco visitas pastorales y convocó a misiones populares durante la Cuaresma de 1947.
Desde el 2 de diciembre de 2000, mediante la bula Ad maiori consulendum del papa Juan Pablo II, la diócesis se convirtió en sufragánea de la arquidiócesis de Catania, que fue elevada a sede metropolitana.
El 20 de marzo de 2010 por primera vez un obispo, Calogero Peri, recibió la consagración episcopal en la Catedral de Caltagirone.

## Estadísticas
Según el Anuario Pontificio 2024 la diócesis tenía a fines de 2023 un total de 132 320 fieles bautizados.
| Año                                                                             | Población            | Población | Población      | Sacerdotes | Sacerdotes    | Sacerdotes    | Bautizados por sacerdote | Diáconos permanentes | Religiosos | Religiosos | Parroquias |
| Año                                                                             | Bautizados católicos | Total     | % de católicos | Total      | Clero secular | Clero regular | Bautizados por sacerdote | Diáconos permanentes | Varones    | Mujeres    | Parroquias |
| ------------------------------------------------------------------------------- | -------------------- | --------- | -------------- | ---------- | ------------- | ------------- | ------------------------ | -------------------- | ---------- | ---------- | ---------- |
| 1950                                                                            | 151 200              | 151 600   | 99.7           | 150        | 121           | 29            | 1008                     |                      | 34         | 196        | 41         |
| 1959                                                                            | 162 500              | 162 850   | 99.8           | 157        | 123           | 34            | 1035                     |                      | 44         | 268        | 47         |
| 1969                                                                            | 159 126              | 159 639   | 99.7           | 140        | 98            | 42            | 1136                     |                      | 51         | 256        | 56         |
| 1980                                                                            | 168 500              | 170 600   | 98.8           | 113        | 89            | 24            | 1491                     |                      | 27         | 195        | 59         |
| 1990                                                                            | 152 197              | 154 400   | 98.6           | 106        | 87            | 19            | 1435                     |                      | 23         | 173        | 60         |
| 1999                                                                            | 154 545              | 156 976   | 98.5           | 95         | 83            | 12            | 1626                     | 5                    | 13         | 145        | 59         |
| 2000                                                                            | 153 146              | 155 587   | 98.4           | 96         | 84            | 12            | 1595                     | 6                    | 14         | 151        | 57         |
| 2001                                                                            | 153 524              | 156 026   | 98.4           | 93         | 81            | 12            | 1650                     | 8                    | 13         | 147        | 57         |
| 2002                                                                            | 155 113              | 157 690   | 98.4           | 86         | 77            | 9             | 1803                     | 8                    | 10         | 139        | 57         |
| 2003                                                                            | 154 983              | 157 729   | 98.3           | 86         | 77            | 9             | 1802                     | 8                    | 13         | 134        | 57         |
| 2004                                                                            | 154 323              | 157 082   | 98.2           | 88         | 78            | 10            | 1753                     | 9                    | 13         | 133        | 57         |
| 2006                                                                            | 151 430              | 154 290   | 98.1           | 89         | 77            | 12            | 1701                     | 9                    | 15         | 121        | 57         |
| 2013                                                                            | 145 467              | 151 745   | 95.9           | 86         | 73            | 13            | 1691                     | 11                   | 26         | 105        | 57         |
| 2016                                                                            | 141 638              | 149 618   | 94.7           | 84         | 72            | 12            | 1686                     | 13                   | 25         | 79         | 57         |
| 2019                                                                            | 137 237              | 146 290   | 93.8           | 83         | 72            | 11            | 153                      | 14                   | 13         | 49         | 57         |
| 2021                                                                            | 134 349              | 139 907   | 96.0           | 86         | 75            | 11            | 1562                     | 13                   | 12         | 53         | 57         |
| 2023                                                                            | 132 320              | 138 780   | 95.3           | 92         | 79            | 13            | 1438                     | 12                   | 13         | 54         | 57         |
| Fuente: Catholic-Hierarchy, que a su vez toma los datos del Anuario Pontificio. |                      |           |                |            |               |               |                          |                      |            |            |            |

### Vida consagrada
Entre los institutos de vida consagrada y las sociedades de vida apostólica que desarrollan su labor carismática en Caltagirone se encuentran las Hijas de María Auxiliadora, las Siervas Reparadoras del Sagrado Corazón de Jesús, las Hermanas de Santa Ángela Merici, la Orden de los Hermanos Menores Capuchinos, las Hermanas de Jesús Redentor, el Instituto Regina Virginum, entre otros.

## Episcopologio

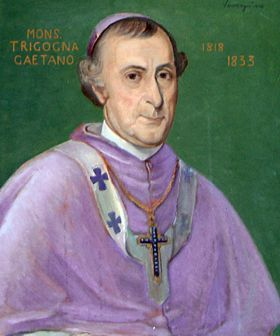
Gaetano Trigona e Parisi fue nombrado, por el mismo decreto de erección de la diócesis, primer obispo de Caltagirone

- Gaetano Trigona e Parisi † (21 de diciembre de 1818-15 de abril de 1833 nombrado arzobispo de Palermo)[15]
- Benedetto Denti, O.S.B. † (15 de marzo de 1833-3 de agosto de 1853 falleció)
- Giuseppe Maria Maniscalco, O.F.M. † (7 de abril de 1854-10 de abril de 1855 falleció)
  - Sede vacante (1855-1858)
- Luigi Natoli † (15 de marzo de 1858-22 de febrero de 1867 nombrado arzobispo de Mesina)
  - Sede vacante (1867-1872)
- Antonino Morana † (23 de febrero de 1872-18 de agosto de 1879 falleció)
- Giovanni Battista Bongiorno † (22 de septiembre de 1879-14 de marzo de 1887 renunció[nota 1])
- Saverio Gerbino † (14 de marzo de 1887-16 de marzo de 1898 falleció)
- Damaso Pio De Bono † (28 de noviembre de 1898-17 de diciembre de 1925 renunció[nota 2])
- Giovanni Bargiggia † (14 de marzo de 1927-6 de julio de 1937 nombrado obispo de Vigevano)
- Pietro Capizzi † (12 de agosto de 1937-11 de noviembre de 1960 renunció[nota 3])
- Francesco Fasola, O.SS.G.C.N. † (11 de noviembre de 1960-25 de junio de 1963 nombrado arzobispo de Mesina)
- Carmelo Canzonieri † (30 de julio de 1963-8 de enero de 1983 retirado)
- Vittorio Luigi Mondello (30 de julio de 1983-28 de julio de 1990 nombrado arzobispo de Regio de Calabria-Bova)
- Vincenzo Manzella (30 de abril de 1991-17 de septiembre de 2009 nombrado obispo de Cefalú)
- Calogero Peri, O.F.M.Cap., desde el 30 de enero de 2010